# ليندسي كاسينيلي
ليندسي كاسينيلي (مواليد 3 سبتمبر 1985) صحفية من فنزويلا. تستضيف كاسينيلي حاليًا العرض الرياضي الأسبوعي ريبابليكا ديبورتيفا ومضيفًا مشاركًا في ليالي نهاية الأسبوع على يونيفيجون.

## السنوات المبكرة
ولدت كاسينيللي في فنزويلا عام 1985. خلال مقابلة كشفت كاسينيلي أنها كانت تبلغ من العمر 16 عامًا عندما تخرجت من المدرسة الثانوية في فنزويلا. في عام 2001 انتقلت كاسينيلي إلى الولايات المتحدة حيث التحقت بجامعة ولاية كاليفورنيا، حيث تخرجت بدرجة البكالوريوس في الصحافة الإذاعية.

## الحياة المهنية
بدأت كاسينيلي حياتها المهنية كمضيفة لبرنامج لوس أنجلوس أنجيل التلفزيوني الأسبوعي. أصبحت أول مذيعة رياضية لقناة يونيفيجون المحلية. في عام 2009 تم تعيينها كمراسلة إخبارية في مدينة نيويورك. في عام 2010 تم تعيين يونيفيجون من قبل إي إس بي إن حيث عملت كمراسلة جانبية ثم لاحقًا كانت مقدمة برنامج «فيرنيس دي كومباتيس». وهي أيضًا تعمل في يونيفيجون كمذيع رياضي. في أغسطس 2014 ساعدت كاسينيلي في رفع مستوى الوعي بمرض تصلب جانبي ضموري من خلال المشاركة في تحدي دلو الثلج.